# NAO-G
NAO-G（ナオジー、本名：後藤直人（ごとうなおと）、1983年12月19日 - ）は、日本の俳優。東京都出身。ダンデライオン所属。
ハイブリッド・アミューズメント・ショウ「bpm」に所属していたが、2018年8月19日にユニット卒業。

## 来歴
- 1998年、TBSのTVドラマ『麻意ちゃんやさしさをありがとう』で俳優デビュー
- 2003年、東京NSC、クレアトゥールなどで殺陣講師を務め、生徒達のアクション練習の場としてアクションチーム『mouse peace』を発足。
- 2006年『ハイブリッド・アミューズメント・ショウbpm』に加入、アクション指導も務める。
- 2008年 G-Style Action Communion発足
- 2018年「bpm」卒業

## アクション

### HIP-HOP ACTION
ストリートダンスの動きを取り入れたアクションをライフワークとしており、音楽に合わせて動くアクションの振り付け師として評価が高い。

## 出演作品
2006年
- 劇団ZAPPA『空-SORA-2006』（池袋東京芸術劇場）

2007年
- ハイブリッド・アミューズメント・ショー bpm 『QUICK DRAW』（シアターアプル）
- ハイブリッド・アミューズメント・ショー bpm MIMEMIME『SYNDROME』（ライブゲート）
- ハイブリッド・アミューズメント・ショー bpm 『ネバーランド☆A GO!GO!』（新宿Spece107）
- ハイブリッド・アミューズメント・ショー bpm 『聖の夜』（中目黒ウッディシアター）
- 三国志プロジェクト『三国志列伝〜濁流を清めるは清流なり〜』（池袋東京芸術劇場）

2008年
- ハイブリッド・アミューズメント・ショー bpm 『ネバーランド☆A GO!GO!』 追加公演（新宿Spece107）
- TUFF STUFF Presents 『ホスピタルビルド』（新宿Spece107）
- THE BLACK MAGES III『"Darkness and Starlight" LIVE』

2009年
- DMF インセクトメモリシリーズ『ピューパルメモリ』 - プレジデント・セセリ 役
- 音楽舞闘会　黒執事〜その執事、友好〜 - アグニ 役

2010年
- 戦国BASARA3 バサラ祭2010〜春の陣〜 - 石田軍将 役
- バンダイナムコゲームステイルズオブグレイセスF - モーションアクター（アスベル・リチャード・ヒューバート 他）
- ハイブリッド・アミューズメント・ショー bpm 『ジッパー!』

2015年
- ダイヤのA The LIVE - 丹波光一郎 役

2017年
- ノラガミ-神と絆- - 禄丸 役

## 演出
2021年
- 『バットマン・ニンジャ ザ・ショー』（Theater Mixa2021年10月1日-12月5日）総合演出[1]